# Estación de Kölliken
La estación de Kölliken es una estación ferroviaria de la comuna suiza de Kölliken, en el Cantón de Argovia.

## Historia y situación
La estación de Kölliken fue inaugurada en el año 1877 se inauguró la línea Zofingen - Lenzburg - Wettingen por parte del Schweizerischen Nationalbahn (SNB). En 1902 la compañía pasaría a ser absorbida por SBB-CFF-FFS.
Se encuentra ubicada en el este del núcleo urbano de Kölliken. Cuenta con dos andenes, uno central y otro lateral a los que acceden dos vías pasantes. En la comuna existe otra estación ferroviaria, Kölliken Oberdorf, situada en el borde sur del núcleo urbano de la localidad, más alejada del centro urbano.
En términos ferroviarios, la estación se sitúa en la línea Zofingen - Wettingen. Sus dependencias ferroviarias colaterales son la estación de Kölliken Oberdorf hacia Zofingen y la estación de Oberentfelden en dirección Wettingen.

## Servicios ferroviarios
Los servicios ferroviarios de esta estación están prestados por SBB-CFF-FFS.

### S-Bahn Argovia
En la estación efectúan parada los trenes de una línea perteneciente a la red S-Bahn Argovia:
- S 28 Zofingen - Suhr – Lenzburg

1. Trenes cada 30 minutos de lunes a viernes. Sábados, domingos y festivos trenes cada 60 minutos en ambos sentidos